# Leucania mediolacteata
Leucania mediolacteata là một loài bướm đêm trong họ Noctuidae.